# Elmpter Amphore

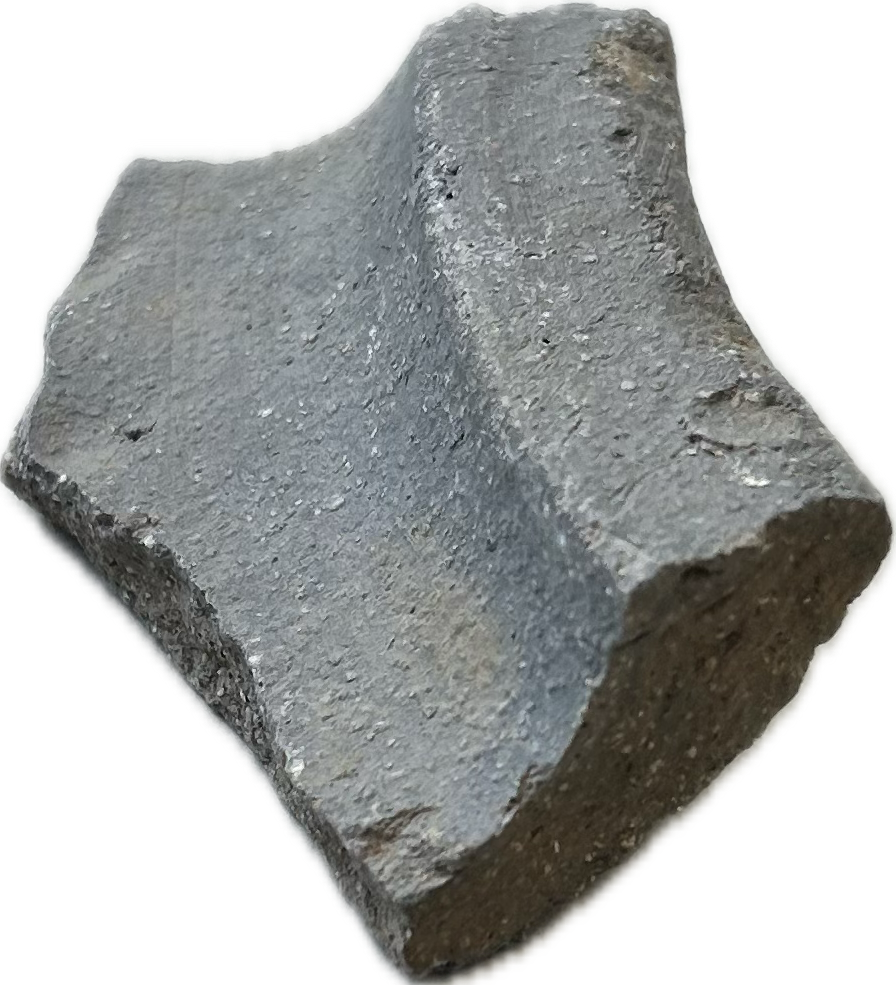
Randscherbe einer Elmpter Amphore Typ B.

Die Elmpter Amphore ist ein hochmittelalterlicher Gefäßtyp eines großvolumigen Vorratsgefäßes aus unbemalter, rheinischer Grauware.
Sie ersetzt ab dem 12. Jahrhundert die Reliefbandamphore und wird ihrerseits ab dem 14. Jahrhundert durch entsprechende Steinzeuggefäße abgelöst. Die Hauptverbreitung der Elmpter Amphoren war zwischen dem späten 12. Jahrhundert und dem 13. Jahrhundert, sie sind jedoch auch kurz nach 1300 noch zu finden. Sie spielten vor allem in der Vorratshaltung herrschaftlicher Güter sowie bei der mittelalterlichen Abgabewirtschaft im Rheinland eine Rolle. In diesem Kontext treten sie häufig im archäologischen Befund auf.
Bekannte Herstellungszentren sind neben dem eponymen Töpferort Elmpt auch Brüggen-Oebel und Viersen sowie weitere bisher nur wenig erforschte Töpferorte am linken Niederrhein.

## Namensgebung
Elmpt als Bezeichnung für eine eigenständige Warenart geht auf die Erstveröffentlichung durch Walter Kersten von 1941 zurück, umfasst aber nicht nur Waren, die im Töpferort Elmpt hergestellt wurden, sondern synonym alle Grauwareprodukte aus der Töpfereiregion um Elmpt und Brüggen. Eine Differenzierung oder gar eine Zuordnung einzelner Produkte der Elmpter Ware zu einer bestimmten Werkstatt in dieser Region ist bei dem derzeitigen Forschungsstand nicht möglich. Das Elmpter Formenspektrum enthält vor allem Schüsseln und eben große Vorratsgefäße. Andere Gefäßtypen, wie Kugeltöpfe und Krüge, kommen seltener vor. Der Scherben dieser Warenart ist charakteristischerweise hell.
Die für die großen Vorratsgefäße in der archäologischen Forschung gebräuchliche Bezeichnung Amphore ist an sich irreführend, da so in der Regel antike Gefäßformen in mediterraner Tradition bezeichnet werden. Constantin Koenen führte den Begriff 1886 für eine Gruppe von großen, scheibengedrehten Vorratsgefäßen des Mittelalters ein, womit er ursprünglich die Reliefbandamphoren („Reliefbandschmuck-Amphoren“) aus den Produktionsstätten um Brühl bei Bonn (Vorgebirgsware) bezeichnete. Später wurde der Begriff auch auf andere großvolumige, keramische Vorratsbehälter ausgedehnt.

## Forschungsgeschichte
Erstmals bekannt wurden Elmpter Amphoren durch einen Aufsatz von Walter Kersten von 1941, der über mittelalterliche Töpfereiabfälle aus Elmpt berichtete, die zuvor dem Landesmuseum Bonn übergeben worden waren. Unter den Funden befand sich auch der Fehlbrand einer vollständigen Amphore mit Spitzboden. Kersten beschreibt die Elmpter Amphore als „Bombentopf“. Als Fundort wurde eine Töpferschutthalde nordwestlich des Elmpter Ortsteiles Overhetfeld (heute Niederkrüchten-Overhetfeld) angegeben. Zuvor hatte dort bereits Peter A. Tholen einen mittelalterlichen Töpferofen beobachtet und dokumentiert, der mit der beschriebenen Abwurfhalte korrespondiert. Der Fundplatz ist heute durch das Feriendorf Venekoten am Venekotensee überbaut.

## Typologie
Elmpter Amphoren sind innerhalb ihres Verbreitungsrahmens nach bisherigem Erkenntnisstand chronologisch unscharf. Die mutmaßlich frühesten Formen erinnern an überdimensionierte Kugeltöpfe. Der Bauch ist Ei-förmig. Sie kommen gänzlich ohne Handhaben, wie Henkel oder Ösen aus. Innerhalb der Gruppe treten Formen mit einem Wellenfuß auf, die zum Aufstellen des Vorratsgefäßes geeignet waren. Häufiger sind Gefäße, die in den Boden eingegraben wurden, beispielsweise in Erdkellern und Grubenhäusern. Diese weisen einen konvex spitz nach außen gewölbtem Boden auf. Beide Varianten scheinen jedoch zeitlich parallel in Gebrauch gewesen zu sein. Reinhard Friedrich legte 1998 einen ersten Ansatz einer typochronologischen Gliederung nach Randformen vor, die er in 3 Typen unterscheidet. Typ A umfasst Randformen, die Kugeltopfformen entlehnt sind und zu den mutmaßlich frühen Stücken gehören. Neben schräg aufgebogenen Rändern mit Halsansatz (Typ B) treten Randformen kragenartiger Verdickung (Typ C) auf.

Typenspektrum der Elmpter Amphoren
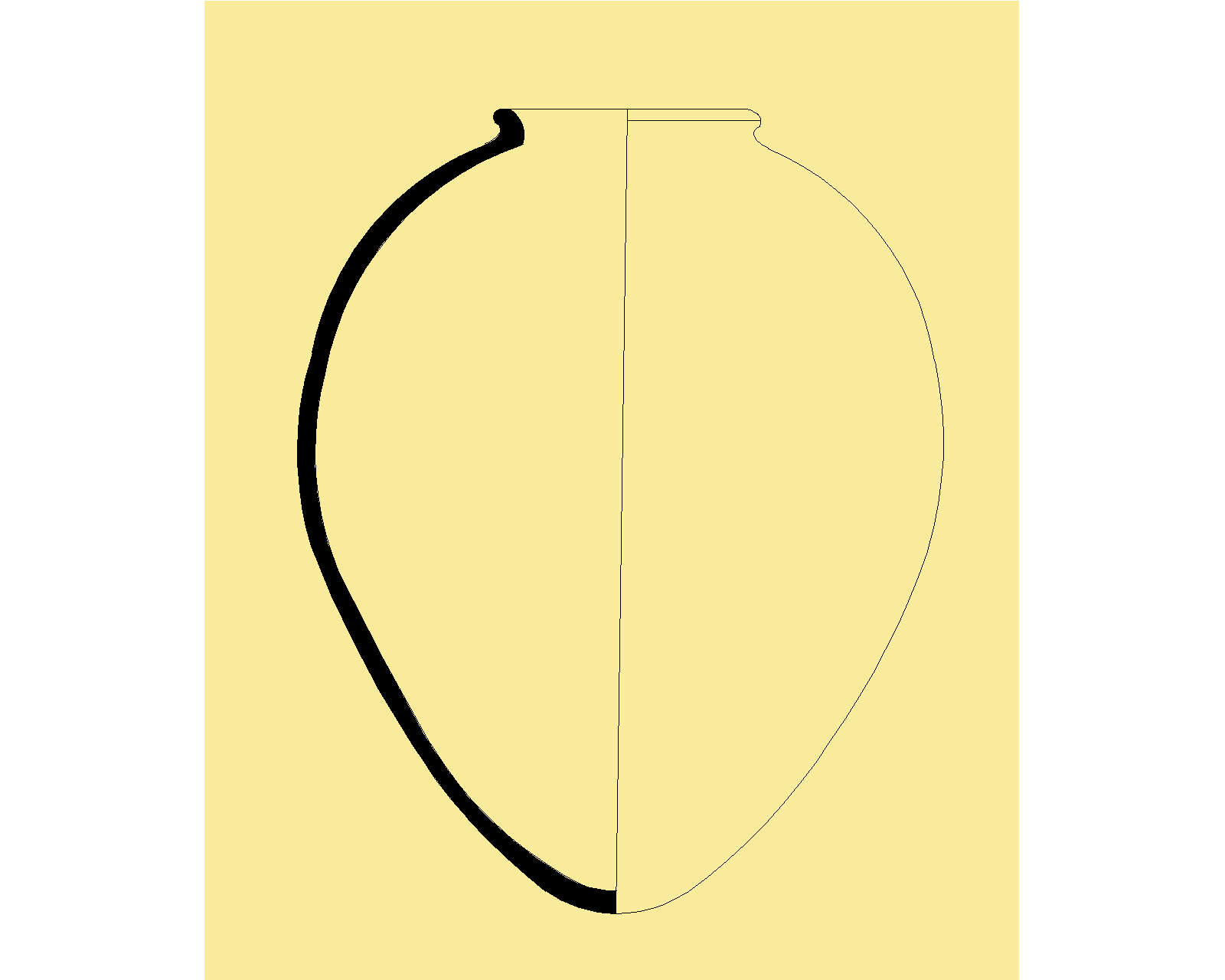
Elmpter Amphore Randtyp A mit Spitzboden.
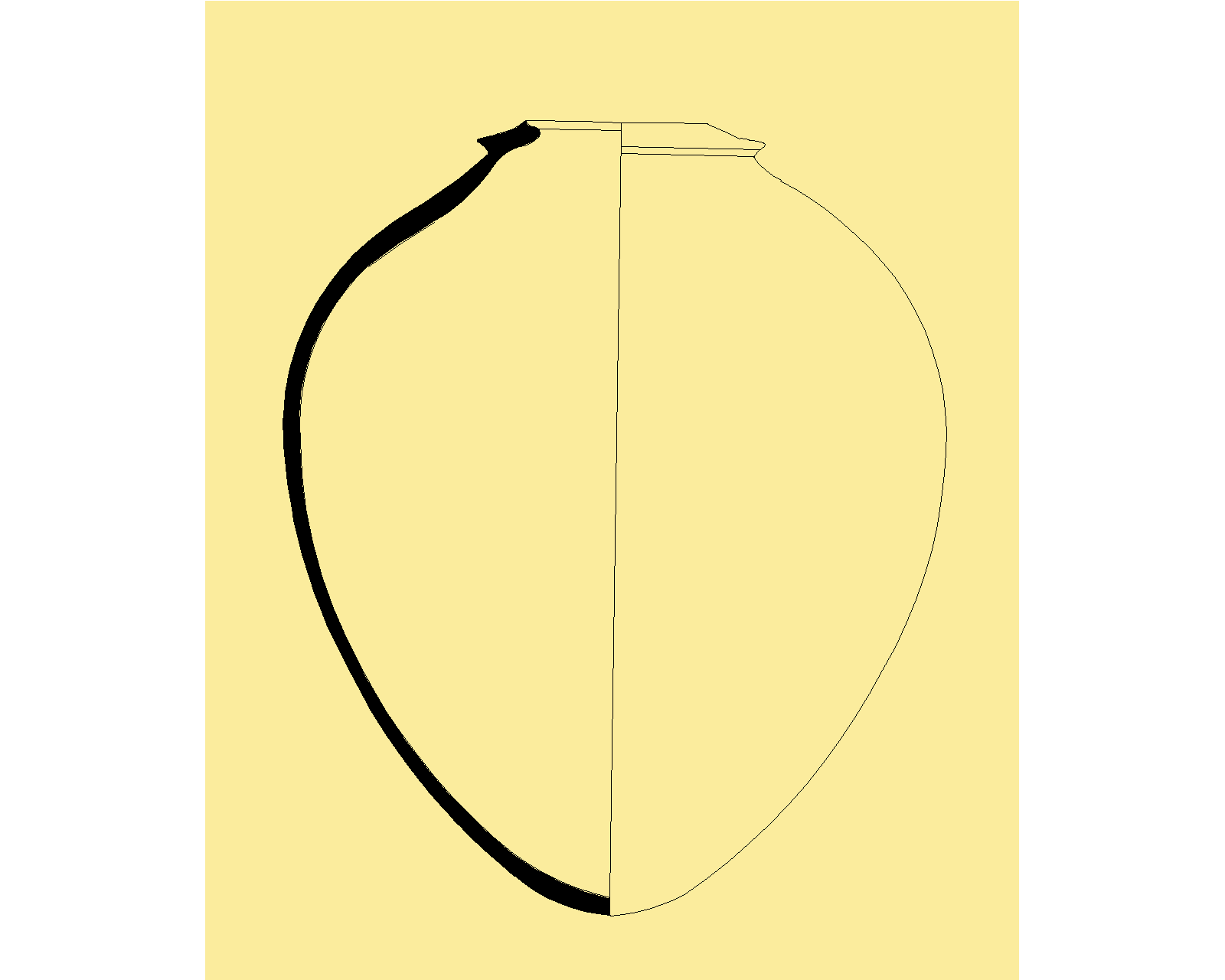
Elmpter Amphore Randtyp B (aufgeschrägter Rand) mit Spitzboden.
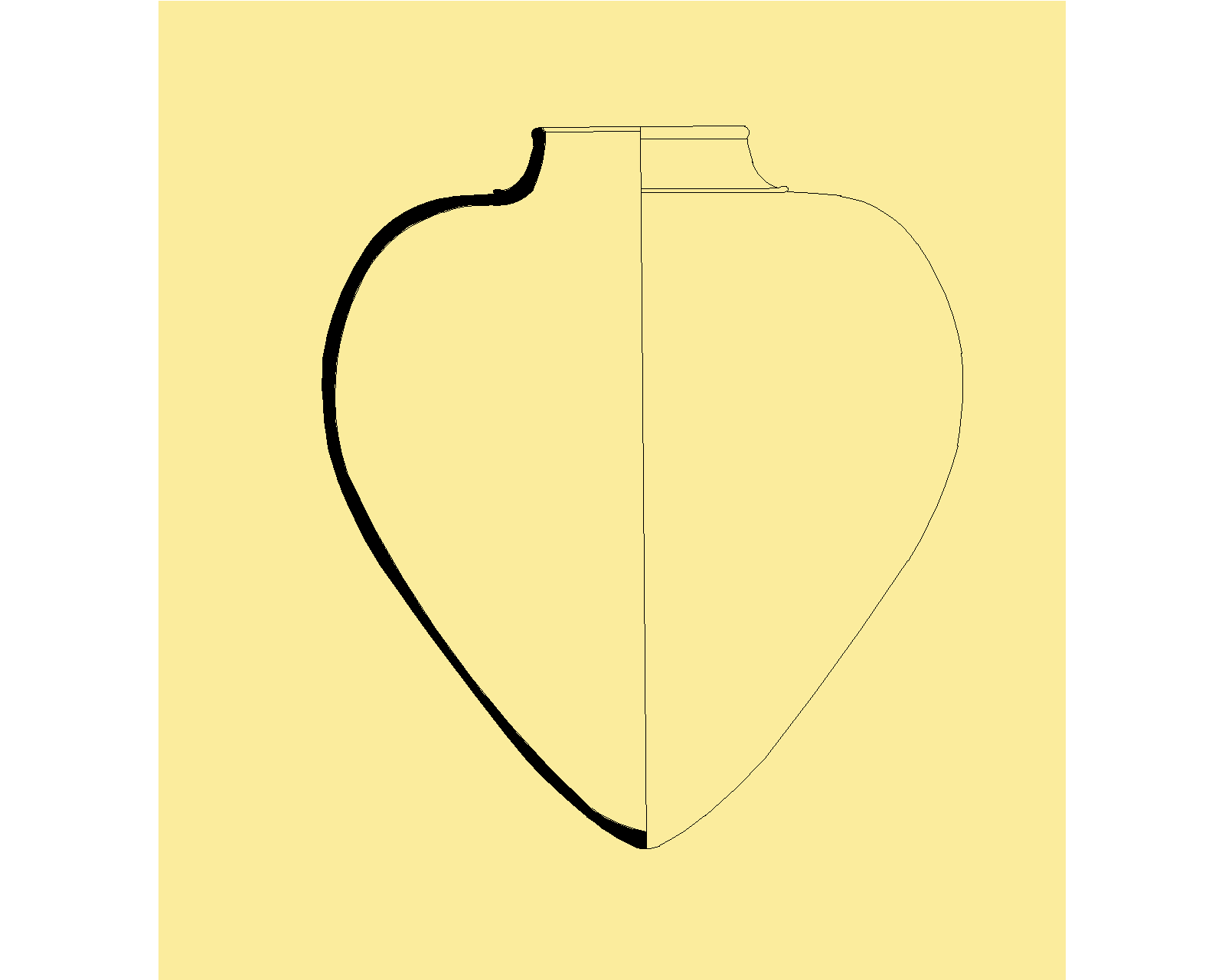
Elmpter Amphore Randtyp C (Kragenrand) mit Spitzboden.
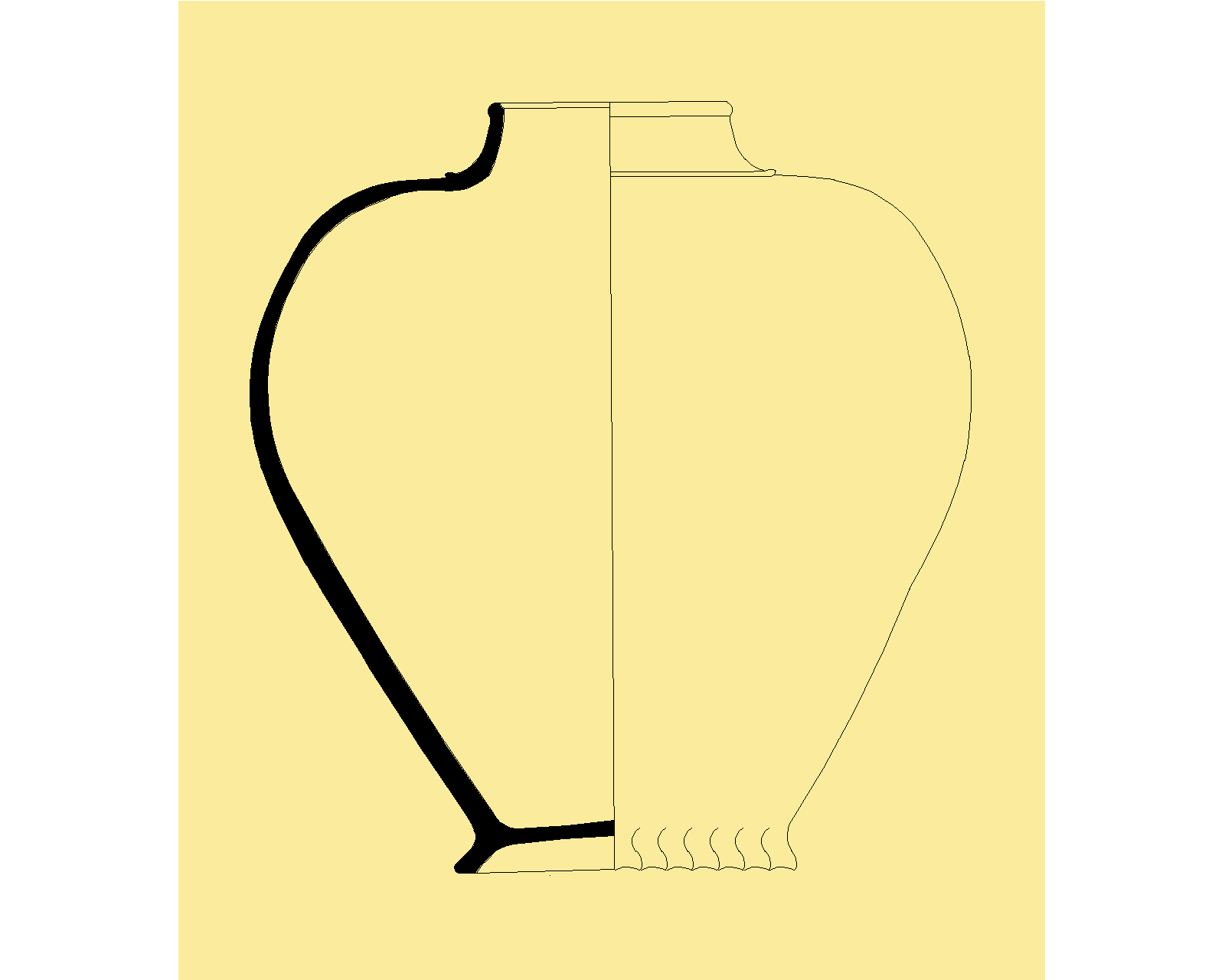
Elmpter Amphore Randtyp C (Kragenrand) mit gekniffenem Wellenfuß.

Anhand stratifizierter Funde bei Grabungen auf der inzwischen abgegangenen Burg Husterknupp schlägt Friedrich eine Chronologie nach Bauphasen der untersuchten Motte vor (Husterknupp II B (frühes 12. Jahrhundert), III C (letztes Drittel 12. Jahrhundert), III D (frühes 13. Jahrhundert) und IV (2. Hälfte 13. Jahrhundert bis kurz nach 1300)). Die kugeltopfähnlichen Ränder des Typs A kommen bereits in der Periode Husterknupp II B vor, finden sich aber auch noch bis Periode IV. Die Randtypen B und C setzten in Periode III C ein und endeten in Periode IV. Friedrich spricht den Randtyp B zunächst als „frühen“ Typ der Elmpter Amphore an, jedoch treten beide Typen B und C parallel auf, bilden also keine relative Abfolge.
Auch sind unterschiedliche Arten von Dekor bekannt, ohne hieraus chronologische Aussagen zu ermöglichen. So kommen Fingertupfen, Kerben, Zick-Zack-Girlanden oder Reliefdekore aus Kreuzmustern vor. Bemalungen wurden bislang nicht beschrieben.
Bei einer Verursachermaßnahme wurde 2019 in einem mittelalterlichen Brunnen in Ratingen-Lintorf eine intakte, vollständige Elmpter Amphore des Randtyps A mit Wellenfuß gefunden. Das Gefäß hat einen Bauchdurchmesser von 43 Zentimeter, eine Höhe von 59 Zentimeter und fasst ca. 50 Liter.
Generell fehlt jedoch bislang für die Elmpter Amphoren eine verlässliche typochronologische Gliederung. Von wenigen Ausnahmen, wie beispielsweise die Grabungen auf Burg Husterknupp, abgesehen, sind Grabungsergebnisse stratifizierter Untersuchungen nicht umfassend vorgelegt. Auch die Ergebnisse jüngerer Verursachermaßnahmen warten auf eine abschließende Auswertung.